# Corymbia terminalis
Corymbia terminalis o Corymbia opaca (formalmente clasificada como Eucalyptus opaca) es una especie de árbol nativo de Australia Central, particularmente alrededor de Alice Springs. Su  nombre común es madera de sangre.
Los pueblos originarios de Australia colectan agallas de este árbol.

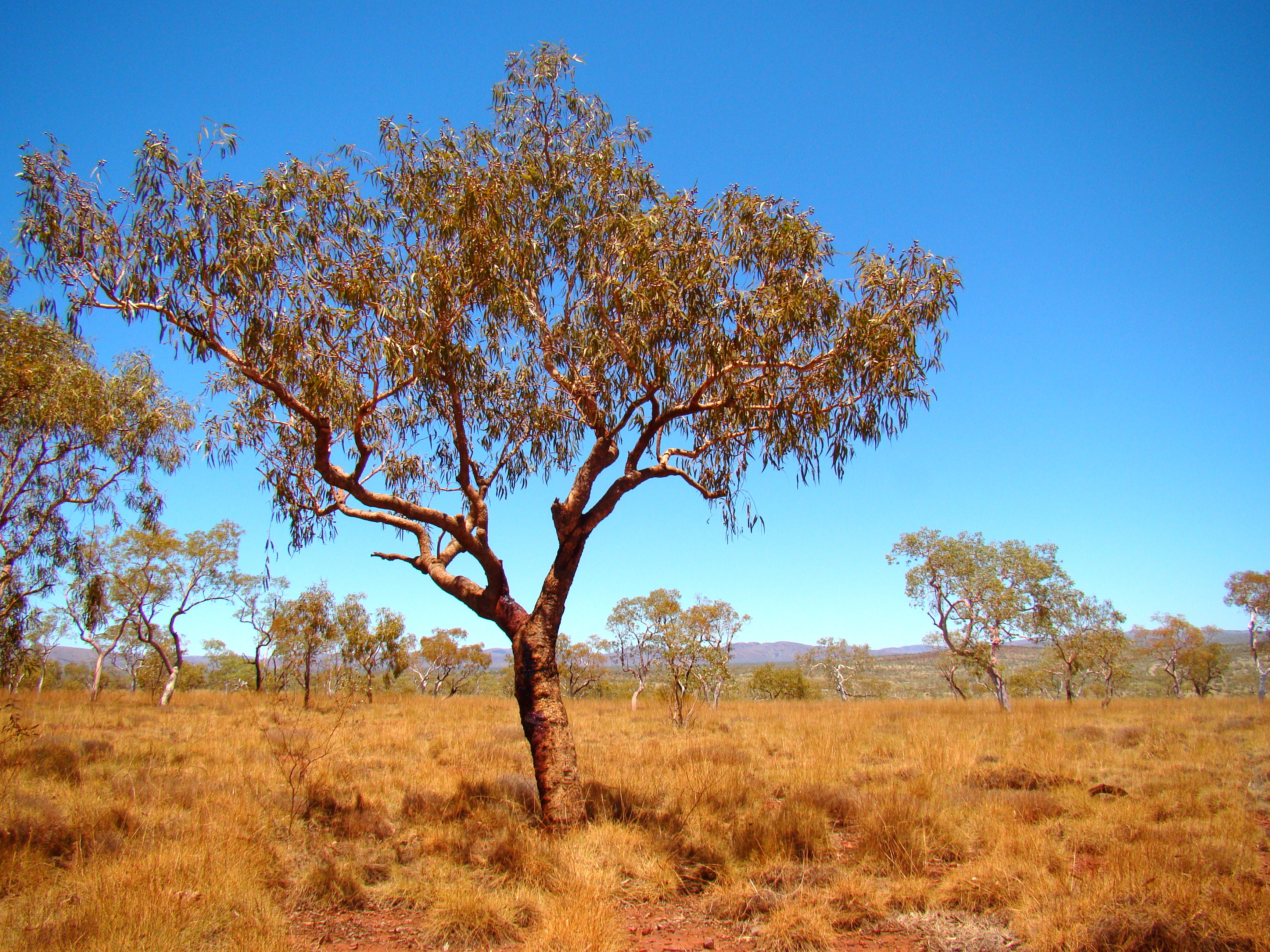
Vista de la planta

## Taxonomía
Corymbia terminalis fue descrita por (F.Muell.) K.D.Hill & L.A.S.Johnson y publicado en Telopea  6: 323. 1995.
Sinonimia
- Eucalyptus terminalis F.Muell., J. Proc. Linn. Soc., Bot. 3: 89 (1859).
- Eucalyptus corymbosa var. terminalis (F.Muell.) F.M.Bailey, Queensl. Woods: 44 (1886).
- Eucalyptus pyrophora Benth., Fl. Austral. 3: 257 (1867).
- Eucalyptus pyrophora f. compacta Domin, Biblioth. Bot. 89: 1024 (1928).
- Eucalyptus pyrophora var. compacta Domin, Biblioth. Bot. 89: 1024 (1928).
- Eucalyptus centralis D.J.Carr & S.G.M.Carr, Eucalyptus 1: 61 (1985).
- Eucalyptus opaca D.J.Carr & S.G.M.Carr, Eucalyptus 1: 63 (1985).
- Eucalyptus orientalis D.J.Carr & S.G.M.Carr, Eucalyptus 1: 66 (1985).
- Corymbia opaca (D.J.Carr & S.G.M.Carr) K.D.Hill & L.A.S.Johnson, Telopea 6: 318 (1995).
- Corymbia tumescens K.D.Hill & L.A.S.Johnson, Telopea 6: 321 (1995).[2]